# Конышев, Валерий Александрович
Вале́рий Алекса́ндрович Ко́нышев (род. 19 сентября 1984 года) — российский конькобежец, мастер спорта международного класса по конькобежному спорту, многократный призёр и победитель этапов Кубка России, финалов Кубка России по конькобежному спорту. Победитель всероссийских соревнований «Приз им. С.М. Кирова» 2011 года. Двукратный бронзовый призёр Чемпионата России в дисциплине масс-старт (2017, 2018). Чемпион России по конькобежному спорту в классическом многоборье 2018 года. Участник этапов Кубка мира, финала Кубка мира по конькобежному спорту в сезоне 2016—2017 (масс-старт), декабрь 2018 года (дистанция 10000м).

## Биография
Конькобежным спортом начал заниматься в 1994 году в возрасте 10 лет. Является воспитанником СК «Олимпия» города Кирово-Чепецка. Первый тренер — тренер высшей квалификационной категории Сырчин Евгений Евгеньевич. До 2001 года на зональных первенствах и первенстве России выступал за Кировскую область.
В 2001 году после окончания средней школы переехал в Нижний Новгород, где был зачислен в Нижегородское Областное Училище Олимпийского резерва и продолжил тренировочный процесс под руководством заслуженного тренера РСФСР и России Акилова Владимира Константиновича. С 2001 по 2008 годы выступал за Нижегородскую область.
В 2008 году принял решение о смене региона и переехал в Челябинск, где поступил в НИУ «Южно-Уральский государственный университет» на специальность «Менеджмент в физической культуре и спорте». Тренировался под руководством Линина Арниса Владимировича в СДЮСШОР № 1 по конькобежному спорту города Челябинска, а затем перешёл в СШОР им. Л. П. Скобликовой, где начал тренироваться под руководством заслуженного тренера РСФСР Чугунова Петра Алексеевича. С 2016 года личным тренером является заслуженный тренер России Соловьёв Анатолий Сергеевич. С 2008 года и по настоящее время представляет Челябинскую область.

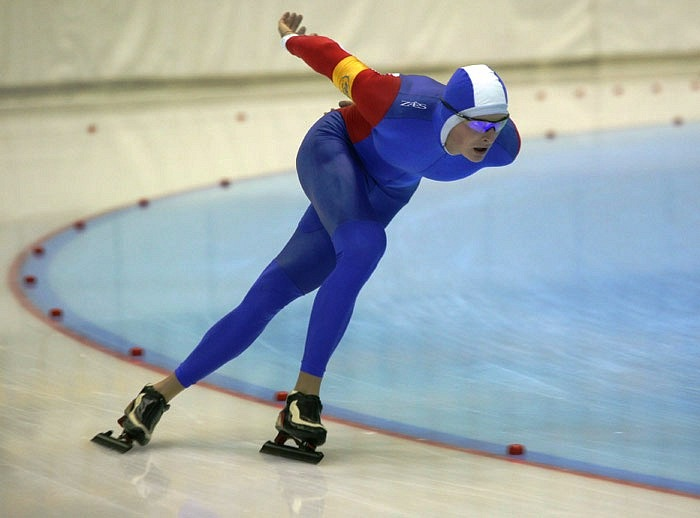

В сезоне 2017—2018 тренировался в составе интернациональной команды по конькобежному спорту имени пятикратной олимпийской чемпионки Клаудии Пехштайн (Team Pechstein), под руководством американского тренера немецкого происхождения, олимпийского чемпиона 1976 года Петера Мюллера.

## Образование
В 2011 году окончил Национальный Исследовательский Университет «Южно-Уральский государственный университет» по специальности «Менеджмент в физической культуре и спорте». В 2014 году окончил магистратуру НИУ ЮУрГУ по направлению «Педагогическое образование». В 2019 году окончил аспирантуру Высшей Школы электроники и компьютерных наук НИУ ЮУрГУ, кафедра «Безопасность информационных систем».